# IC 867
IC 867 је спирална галаксија у сазвјежђу Береникина коса која се налази на листи објеката дубоког неба у Индекс каталогу.
Деклинација објекта је + 20° 38' 15" а ректасцензија 13h 17m 19,7s. Привидна величина (магнитуда) објекта IC 867 износи 14,5 а фотографска магнитуда 15,2. IC 867 је још познат и под ознакама UGC 8353, MCG 4-31-20, CGCG 130-26, PGC 46283.